# Peter Buck
Peter Lawrence Buck (n. 6 decembrie 1956, Berkeley, California, SUA) este un muzician și compozitor american. A fost co-fondator și chitaristul principal al trupei de rock alternativ R.E.M.. De asemenea, cântă la banjo și la mandolină la mai multe R.E.M. cântece. De-a lungul carierei sale cu R.E.M. (1980–2011), precum și în timpul carierei sale ulterioare solo, Buck a fost, de asemenea, în diverse momente membru oficial al numeroaselor grupuri de „proiect secundar”. Aceste grupuri au inclus Arthur Buck (cu Joseph Arthur), Hindu Love Gods, The Minus 5, Tuatara, The Baseball Project, Robyn Hitchcock and the Venus 3, Tired Pony, The No-Ones și Filthy Friends, fiecare dintre acestea fiind lansat la cel puțin un album de studio de lungă durată. În plus, combo-ul experimental Slow Music (care include și Fred Chalenor, Hector Zazou, Matt Chamberlain, Robert Fripp și Bill Rieflin) a lansat un CD oficial de concert live. Un alt grup de proiect secundar numit Full Time Men a lansat un EP în timp ce Buck era membru. De asemenea, „supergrupurile” ad-hoc Bingo Hand Job (Billy Bragg și R.E.M.), Musical Kings (Michelle Malone, Peter Buck, John Keane) și Nigel & The Crosses (Robyn Hitchcock, Peter Buck, Glenn Tilbrook și alții) au fiecare comercial. a lansat o piesă.
„Richard M. Nixon”, o trupă fondată de Buck în 2012 pentru a sprijini lansarea albumului său solo cu concerte live, nu a publicat niciodată o înregistrare oficială. Richard M. Nixon a fost format din Buck, Scott McCaughey și Bill Rieflin, aceiași trei muzicieni care fac parte din The Venus 3. 
Buck are, de asemenea, o carieră ca producător de discuri, inclusiv lansări ale Uncle Tupelo, Vigilantes of Love, Dreams So Real, The Fleshtones, The Feelies și The Jayhawks, precum și muzician de sesiune (pentru oameni precum The Replacements, Billy Bragg, The Decembrists și Eels).

## Tinerețe
Peter Lawrence Buck s-a născut pe 6 decembrie 1956, în Berkeley, California, din Peter și Violet Buck. După ce a petrecut timp în Los Angeles și San Francisco, familia Buck s-a mutat, prin Roswell, Georgia, la Atlanta. După ce a absolvit cu onoare de la Crestwood High School în 1975, Buck a urmat Universitatea Emory și s-a alăturat frăției Delta Tau Delta. În cele din urmă, a renunțat la Emory. Buck s-a mutat la Atena, Georgia, și a urmat și Universitatea din Georgia. În timp ce se afla în Atena, Buck a lucrat la magazinul Wuxtry Records, unde l-a cunoscut pe viitorul coleg de trupă Michael Stipe, precum și pe viitorul manager al R.E.M., Bertis Downs.

## Muzică
Stilul lui Buck de a cânta la chitară este simplu și totuși distinctiv. El folosește pe scară largă corzile deschise în timp ce acordă pentru a crea melodii pop memorabile. Sunetul lui, mai ales la mijlocul perioadei R.E.M. albumele care au văzut trupa să ajungă la popularitate internațională, au fost asociate cu chitarele Rickenbacker, în special cu un model Jetglo (negru) 360. El a folosit, de asemenea, o mare varietate de alte instrumente, pe măsură ce grupul a continuat să experimenteze și să se dezvolte. Pe unele mai recente R.E.M. Lansări înainte de Accelerate (2008), părțile sale de chitară au fost mai puțin proeminente.
"Când Peter cântă la chitară, există un sentiment puternic de dracu care vine din partea lui a scenei. Și simți că vrea să fie într-o trupă pentru că îi place ceea ce fac ei... dar asta e tot", a explicat liderul U2. cântărețul Bono în 2003. "Și este aproape ca și cum ai face spectacol și a avea de a face cu toate acestea este un pic de compromis pentru el, așa că dă-i naiba. Și îmi place puțin acea energie și asta le dă agresivitatea."
Buck a produs multe trupe, inclusiv Uncle Tupelo, Dreams So Real, Drivin N Cryin, The Fleshtones, Charlie Pickett și The Feelies. Buck a contribuit și la albumele multor muzicieni, inclusiv The Replacements, Billy Bragg, The Decemberists, Robyn Hitchcock și câteva albume Eels.
Peter, Mike Mills, Bill Berry și Warren Zevon au înregistrat un album sub numele de trupă Hindu Love Gods, în timp ce R.E.M. Colegii de trupă și Zevon înregistrau piese pentru albumul lui Zevon din 1987 Sentimental Hygiene. Hindu Love Gods este unul dintre multele nume pe care membrii R.E.M. au folosit spectacole în jurul zonei Atenei. De asemenea, Buck a continuat să cânte live la nivel local cu Normaltown Flyers, interpretând standarde country și rock în barurile locale.
Cei trei instrumentiști de la R.E.M. toate au cântat pe albumul lui Nikki Sudden din 1991, The Jewel Thief, inclusiv single-ul „I Belong to You”.
Buck a coprodus și albumul Vigilantes of Love din 1992, Killing Floor, cu compozitorul Mark Heard. El a co-scris, produs și cântat pe albumul lui Mark Eitzel din 1997, West. A înregistrat un EP cu Keith Streng din The Fleshtones ca Full Time Men în 1985, iar împreună cu R.E.M. sideman Scott McCaughey a fost partener în The Minus 5 și membru al trupei instrumentale Tuatara. În plus, în octombrie 2005, sa alăturat R.E.M. toboșarul de studio Bill Rieflin, chitaristul King Crimson Robert Fripp și alți trei în formarea unei trupe de performanță de improvizație numită Slow Music. Vocea lui se aude pe un R.E.M. cântec: „I Walked with a Zombie” de pe albumul tribut al lui Roky Erickson Where the Pyramid Meets the Eye. În 2006, Buck a făcut un turneu cu Robyn Hitchcock, McCaughey și Rieflin ca chitarist principal pentru Robyn Hitchcock și Venus 3, după prima lansare a trupei, Olé! Tarantula. În 2008, după ce McCaughey și Steve Wynn au decis să lucreze împreună, duo-ul i-a cerut lui Buck să fie basist în noua lor trupă, The Baseball Project, alături de bateristul Linda Pitmon.
Buck a contribuit cu note de linie la compilații, reeditări și ediții speciale, ambele din materialul propriu al R.E.M. ediția New Adventures in Hi-Fi) și a lucrărilor altor artiști (cum ar fi The Beach Boys' Love You). Pe 9 septembrie 2008, imediat după concertul trupei de la Helsinki, chitara Rickenbacker a lui Buck, folosită live și în studio încă din Chronic Town în 1982, a fost furată de pe scenă. A fost returnat pe 18 septembrie 2008, de către o sursă anonimă.
În martie 2012, la șase luni după dizolvarea lui R.E.M. din septembrie 2011, Buck, acum semnat cu Mississippi Records,[11] a anunțat intenția de a lucra la un album solo, susținut de cântărețul și compozitorul Joseph Arthur. Prima piesă de pe albumul solo auto-intitulat, „10 Million BC”, a fost lansată prin SoundCloud pe 21 iunie 2012. Primul său album omonim a fost lansat mai târziu în același an.
În ultimele zile ale anului 2013, Buck a anunțat că va lansa al doilea album solo în curând. Noul proiect, intitulat I Am Back to Blow Your Mind Once Again, a fost lansat pe 18 februarie 2014, din nou doar pe vinil.
În 2015, Buck a lansat al treilea album solo, Warzone Earth, sub Little Axe Records.
În aprilie 2017, Buck a lansat primul single „Any Kind of Crowd” din cel mai recent proiect al său de colaborare cu Filthy Friends, un super grup cu asociați de multă vreme Scott McCaughey, Bill Rieflin, Kurt Bloch și Corin Tucker de la Sleater-Kinney. În aceeași lună, Buck și McCaughey au făcut echipă cu Frode Strømstad și Arne Kjelsrud Mathisen din trupa norvegiană I Was A King pentru a forma grupul The No Ones. Prima melodie de pe EP-ul lor Sun Station a fost lansată, iar EP-ul urmează să urmeze mai târziu în cursul anului.
Arthur Buck, un proiect secundar cu cântărețul și compozitorul Joseph Arthur în care Buck și Arthur își împărtășesc sarcinile de compoziție, și-a lansat albumul de debut omonim în iunie 2018. În anul următor, Luke Haines  colaborarea Beat Poetry for Survivalists a fost lansată.

## Viața personală
Buck a fost căsătorit de trei ori și este de două ori divorțat. A fost căsătorit mai întâi cu Barrie Greene, proprietarul clubului de 40 de wați din Atena. El și Greene s-au căsătorit în 1987 și au divorțat în 1994.
Are fiice gemene, născute în iunie 1994, cu Stephanie Dorgan, proprietara clubului de muzică Crocodile Cafe din Seattle. Buck și Dorgan s-au căsătorit în ianuarie 1995 în timp ce se aflau în Perth, Australia, în timpul turneului mondial Monster World Tour al lui R.E.M. Cuplul s-a separat în 2006, iar Dorgan l-a dat în judecată pe Buck pentru divorț în 2007. În timpul căsătoriei sale cu Dorgan, Buck a devenit partener la Crocodile Cafe și a cântat adesea acolo cu cealaltă trupă a lui, The Minus 5.
Buck s-a căsătorit cu a treia sa soție, Chloe Johnson, pe 1 iunie 2013, în Portland, Oregon. Ceilalți trei colegi originali ai trupei R.E.M. au fost toți prezenți și au jucat la ceremonie.
Este cunoscut pentru cunoștințele sale enciclopedice despre muzică, precum și pentru vasta sa colecție personală de discuri. Buck și-a estimat colecția de discuri la aproximativ 25.000 la sfârșitul anilor 1990 (a estimat că avea 10.000 de single-uri de vinil, 6.000 de LP-uri și 4.000 de CD-uri).
Buck este un ateu.
În anii 1990, Buck s-a mutat în nord-vestul Pacificului și a împărțit timpul între Portland, Oregon și Seattle, Washington. De asemenea, a locuit în Todos Santos, Baja California Sur, Mexic.

## Incident al companiei aeriene
Pe 21 aprilie 2001, Buck se afla la bordul unui zbor transatlantic (British Airways #48) de la Seattle la Londra pentru a susține un concert la Trafalgar Square. Martorii au susținut că Buck a manifestat diferite comportamente bizare în timpul zborului, inclusiv a băgat un CD într-un cărucior de băuturi crezând că este un CD player, a rupt avertismentul „cartonaș galben” care i-a fost înmânat de echipajul de zbor, susținând „Sunt R.E.M.” și a fost implicat într-o luptă pentru o ceașcă de iaurt cu doi însoțitori de zbor, ceea ce a dus la explozia canii. Acțiunile lui Buck au condus la două acuzații de agresiune comună asupra însoțitorilor de bord, o acuzație de a fi beat într-un avion și o acuzație de deteriorare a tacâmurilor și vesela British Airways.
La procesul care a urmat la Londra, apărarea lui Buck a susținut că cantitatea moderată de vin pe care a băut-o a reacționat negativ cu marca de somnifer pe care o lua și l-a făcut incapabil să-și controleze acțiunile. Procuratura a susținut că a fost pur și simplu în stare de ebrietate după ce se presupune că a consumat 15 pahare de vin. După proces, care a inclus mărturia lui Bono, solistul trupei rock irlandeze U2, Buck a fost eliberat din cauza unui automatism nebun.

## Discografie
cu R.E.M.
- Chronic Town EP (1982)
- Murmur (1983)
- Reckoning (1984)
- Fables of the Reconstruction (1985)
- Lifes Rich Pageant (1986)
- Document (1987)
- Green (1988)
- Out of Time (1991)
- Automatic for the People (1992)
- Monster (1994)
- New Adventures in Hi-Fi (1996)
- Up (1998)
- Reveal (2001)
- Around the Sun (2004)
- Accelerate (2008)
- Collapse into Now (2011)

The Minus 5
- Old Liquidator (1995)
- The Lonesome Death of Buck McCoy (1997)
- Let the War Against Music Begin (2001)
- I Don't Know Who I Am (Let the War Against Music Begin, Vol. 2) (2003)
- Down with Wilco (2003)
- In Rock (The Minus 5 album) (2004)
- Gun Album (2006)
- The Minus 5 (2006)
- Killingsworth (2009)
- Of Monkees and Men (2010)
- Stroke Manor (2016)
- Dear December (2017)